# 시스템 다이내믹스

신제품 채택 모델의 동적 재고와 그 흐름도 (John Sterman의 2001년 논문의 모델)

시스템 다이내믹스(System dynamics, SD)는 저량(stocks), 유량(flows), 시간 지연 등의 정보가 만드는 피드백을 시각화하여 복잡한 시스템의 비선형적인 역학을 이해하는 접근법이다.

## 개요
시스템 다이내믹스는 1961년 매사추세츠 공과대학교의 제이 라이트 포레스터 교수가 그의 저서 《산업동태론 Industry Dynamics》에서 제안한 것으로 시스템의 변화를 야기하는 요인들 간의 상호관계를 현실적으로 묘사하여 성장이나 변화 패턴을 추정하는 방법이다.
시스템 다이내믹스는 특정 변수가 시간의 변화에 따라 어떻게 동태적으로 변화하는가에 기본적인 관심을 두며, 이 모든 변화를 시스템 변수의 피드백 관점에서 이해한다. 즉 어떤 변수의 동태적인 변화는 시스템 내에 존재하는 다른 변수들과의 상호작용에 의하여 일어나는 것으로 파악한다.
강력한 분석력에도 불구하고 시스템 다이내믹스 방법론이 어려워 광범위하게 적용되지는 못했다. 이를 극복하기 위하여 1980년대 중반 시스템 다이내믹스를 모형화를 돕기 위한 소프트웨어 스텔라(STELLA)가 개발되어 일반인도 시뮬레이션을 수행할 수 있게 되었다.
1980년대 이후 몇몇 시스템 다이내믹스 학자들이 시스템 다이내믹스에서 어려운 컴퓨터 시뮬레이션 부분을 제외하고 이해하기 쉬운 부분만을 떼어내서 시스템 사고라는 영역을 만들었다.

## 관련 도서
- 윤영수, 채승병, 《복잡계 개론》, 삼성경제연구소, 2005
- John D. Morecroft, 《전략 모델링과 비즈니스 다이내믹스》, 신호상, 정창권, 정철한, 김동석, 엄재근 역, 지식플랫폼, 2021

## 같이 보기
- 운용과학
- 시스템 식별
- 체계 이론
- 시스템 사고
- 사이버네틱스
- TRIZ